# محمد المحروق

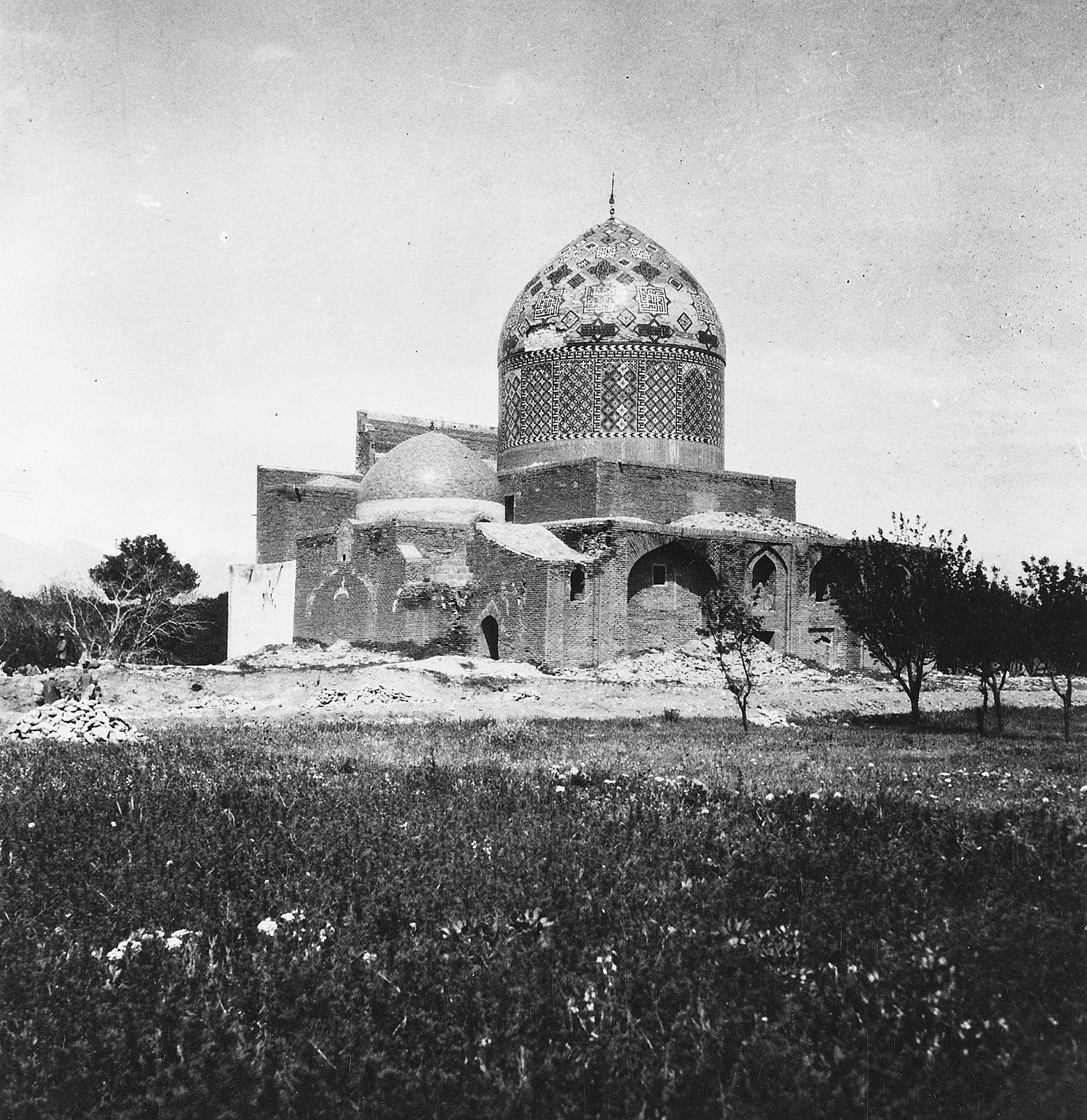
ضريح مُحمّد المحروق قديماً.

مُحمّد بن الحُسين العلوي الهاشميّ ويُلقب بـ مُحمّد المحروق، إمام مِن أئمة الشيعة الزيدية في نيسابور، خراسان، عاش ما بين نهاية القرن الثاني الهجري وبداية القرن الثالث الهجري.

## سيرته
هُوّ مُحمّد بن الحُسین بن زيد بن زين العابدين علي السجّاد بن الحُسين بن علي بن أبي طالب المعروف بـ مُحمّد المحروق، والدته كانت جاريةً تُدعى عاتكة، يُعّد من أهم رجالات الشيعة الزيدية في نيسابور، خراسان إبان فترة حُكم الخليفة العباسي المأمون.
اشتهر بسبب خروجه على المأمون وذلك أنّه شارك في ثورة الخوارج التي اندلعت بِنيسابور في بدايات القرن الثالث الهجري على والي نيسابور وهو يزيد بن المهلب (مُلاحظة 1).
اعتُقِل في إحدى المعارك على يد جنود يزيد بن المهلب فقام بإعدامه حرقاً مع عدة أشخاص آخرين ثُمّ أمر بقطع رأسه، بسبب ذلك لُقِب بـ محمد المحروق، وقد دُفِن رماده مع الرأس في تلاجرد وهو حيٌ من أحياء نيسابور القديمة.
بعد وفاته بقرون وتحديداً في فترة حُكم المغول والصفويون لإيران قام الشيعة الذين يُلقبونه بالشهيد بِبناء مسجداً وضريحاً فوق قبرهـ وأيضاً تمَّ بناء قبة صغيرة فوق ضريحه ومنذُ ذاك الحين وهذا الضريح يُزار من قِبل الشيعة، ويُعّد هذا الضريح من أشهر معالم مدينة نيسابور السياحيَّة ويُعتبر ضمن قائمة التُراث الوطني الإيراني، ويجب الإشارة إلى أنَّ إبراهيم بن موسى الكاظم مدفوناً إلى جانب مُحمّد المحروق، كما ويقع قبر الشاعر الشهير عمر الخيام قريباً من ضريح محمد المحروق.